# Спицын, Юрий Алексеевич
Ю́рий Алексе́евич Спи́цын (1 июля 1961, Махачкала — 21 сентября 2016, Красноярск.) — советский и российский тренер по боксу. Работал тренером в спортивном клубе «Салют» Каменска-Уральского, занимал должность главного тренера сборной команды Красноярского края. Личный тренер чемпиона Европы Александра Беспутина, заслуженный тренер России (1993).

## Биография
Родился в городе Махачкала Дагестанской АССР, детство провёл в Каспийске. С юных лет увлекался спортом, по совету старшего брата начал заниматься лёгкой атлетикой, однако из-за недостаточно роста не показывал здесь сколько-нибудь значимых результатов. Позже перешёл в бокс, состоял в местной каспийской боксёрской секции. После окончания школы поступил в Волгоградский государственный институт физической культуры на кафедру бокса, где продолжил проходить подготовку под руководством заведующего кафедрой, заслуженного тренера России Петра Григорьевича Левитана.
Боксёрская карьера Спицына не была выдающейся, он выступал на первенствах и чемпионатах Советского Союза, на международных соревнованиях, однако каких-то существенных успехов не добился и уже в возрасте 21 года принял решение заняться тренерской деятельностью.
После окончания института в 1982 году по распределению он был направлен работать в Каменск-Уральский, где стал тренером по боксу в местном спортивном клубе «Салют». Подготовил здесь множество талантливых спортсменов, в том числе призёров и победителей всесоюзных и всероссийских первенств среди юниоров. Его воспитанниками были мастера спорта международного класса Владимир Федотов и Вячеслав Власов, один из самых известных его учеников — чемпион Европы, мастер спорта международного класса Александр Беспутин. За значительные достижения на тренерском поприще удостоен почётного звания «Заслуженный тренер России» (1993).
В 1998 году по приглашению Анатолия Быкова переехал на постоянное жительство в Красноярск, заняв должность главного тренера сборной команды Красноярского края по боксу. Также являлся старшим тренером-преподавателем СДЮСШОР имени Николая Валова.

## Награды и звания
Заслуженный тренер России.